# La Transcendance de l'Ego
La Transcendance de l'Ego. Esquisse d'une description phénoménologique, in de Nederlandse vertaling Het Ik is een Ding. Schets ener fenomenologische beschrijving is een fenomenologisch-filosofisch essay van de Franse filosoof Jean-Paul Sartre uit 1936. Het essay handelt over verschillende vragen wat betreft het menselijke bewustzijn. Een van de belangrijkste conclusies van het essay is dat het 'Ik', het ego van de mens, niet een 'bewoner' is van het bewustzijn, maar dat een onpersoonlijk bewustzijn het 'Ik' juist creëert. Dit standpunt is een kritiek op de filosoof Edmund Husserl wiens standpunt het was dat het 'Ik' de overkoepelende en bindende factor van het bewustzijn is.

## Inhoud
In de eerste helft van de 20e eeuw ontstaat de filosofische stroming van de fenomenologie door toedoen van het werk van Edmund Husserl. In het begin is de fenomenologie voornamelijk bekend in Duitsland en had nog weinig ingang gevonden in Frankrijk. Centrale figuren die Sartre tot de fenomenologie hebben gebracht en de fenomenologie in Frankrijk introduceerden waren Raymond Aron en Emmanuel Levinas. In 1929 hield Husserl daarnaast enkele lezingen in Parijs, later gepubliceerd als Cartesianische Meditiationen, waarin hij de basisprincipes van de fenomenologie uiteenzette en vergeleek met het denken van de 'vader van de Franse filosofie', René Descartes.
Sartre zijn werk La Transcendance de l'Ego kan gezien worden als een reactie op Husserls fenomenologie. Volgens Husserl is de basis van de fenomenologie de notie van intentionaliteit: het menselijke ik, zijn bewustzijn, is altijd bewust van iets. De mens denkt niet slechts, hij denkt ook altijd iets, hij droomt altijd iets, hij gelooft iets, enzovoort. Husserl verweet Descartes dat hij het 'Ik' beschreef als een volledig op zichzelf staand iets en dus geen oog had voor het 'naar-buiten-gericht-zijn' van het bewustzijn. Husserl beschreef zelf het bewustzijn in termen van 'transcendentaal bewustzijn' of 'monade'.
Dit is voor Sartre problematisch, want zo ontsnapte Husserl zelf niet geheel aan zijn verwijten aan Descartes. Voor Sartre is het, als men Husserls eigen principes volgt, niet nodig dat men een soort vaste subjectiviteit aanneemt, die alle verschillende intentionele handelingen samen zou houden. Het 'Ik' waarover Husserl het heeft is fenomenologisch gezien juist altijd een secundair verschijnsel: het is een transcendent object, waarop men de intentionaliteit richt: 'ik word me bewust van het Ik' of beter 'het Ik verschijnt'. Het Ik is in die zin een object en geen subject. Iemand kan zijn eigen Ik slechts beschrijven via termen die hij van buiten zich haalt: hij beschrijft zich als mens, als Fransman, als bakker, enzovoort. Er bestaat in die zin geen onafhankelijke innerlijke sfeer, waarbinnen het denken zich zou afspelen. Het 'Ik' is dus geen innerlijke inwoner van het bewustzijn, maar net als de objecten rondom ons, een object waarop we ons intentioneel kunnen richten. 

## Citaat
- Ik is een Ander (Arthur Rimbaud, de Brief aan Georges Izambard)[3]

## Nederlandse vertaling
J.-P. Sartre, Het Ik is een ding: schets ener fenomenologische beschrijving, inl. van Leo Fretz; vert. van Frans Montens en Leo Fretz. Meppel 1978, e.v. 